# Wonderbra

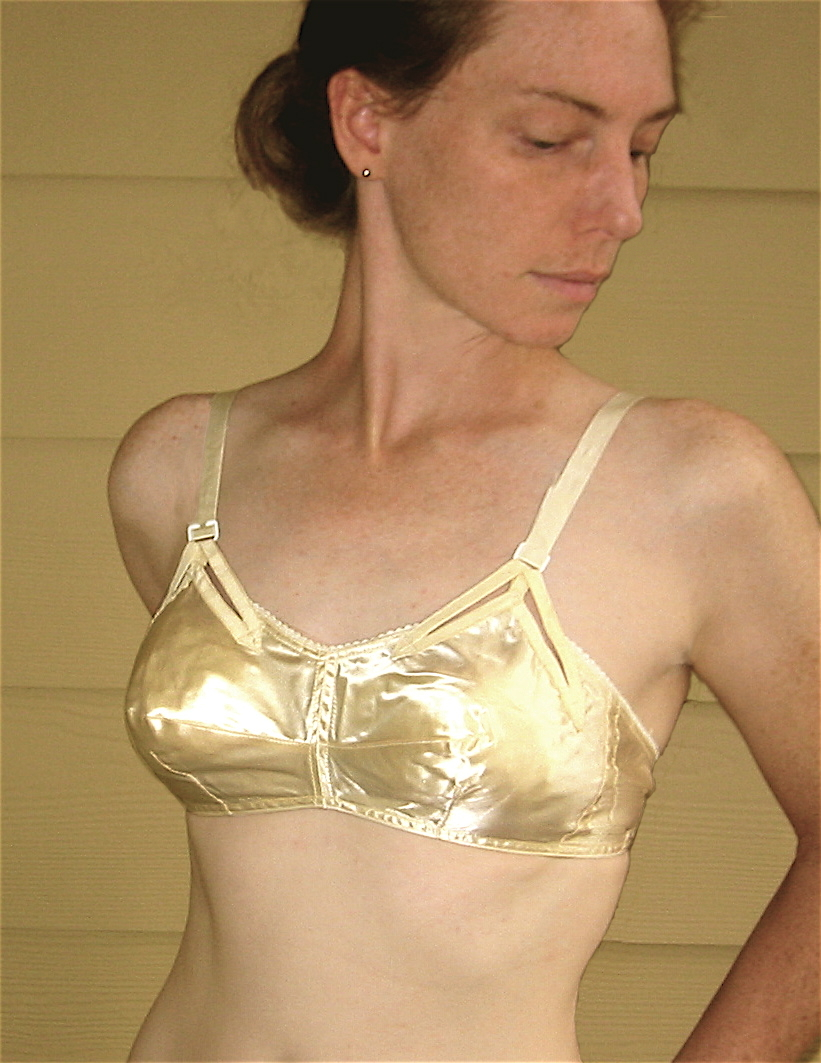
Model amb una versió de 1950 del disseny original de Wonderbra.

El Wonderbra (literalment en català sostenidor meravellós) és un tipus de sostenidor re-alçador amb cèrcol que va guanyar prominència mundial a la dècada de 1990. Encara que el nom Wonderbra va ser registrat en els Estats Units el 1955, la marca comercial va ser desenvolupada al Canadà. Moses (Moe) Nadler, fundador i propietari majoritari de la companyia canadenca Lady Corset Company, va aconseguir la llicència per a la marca en el mercat canadenc el 1939.

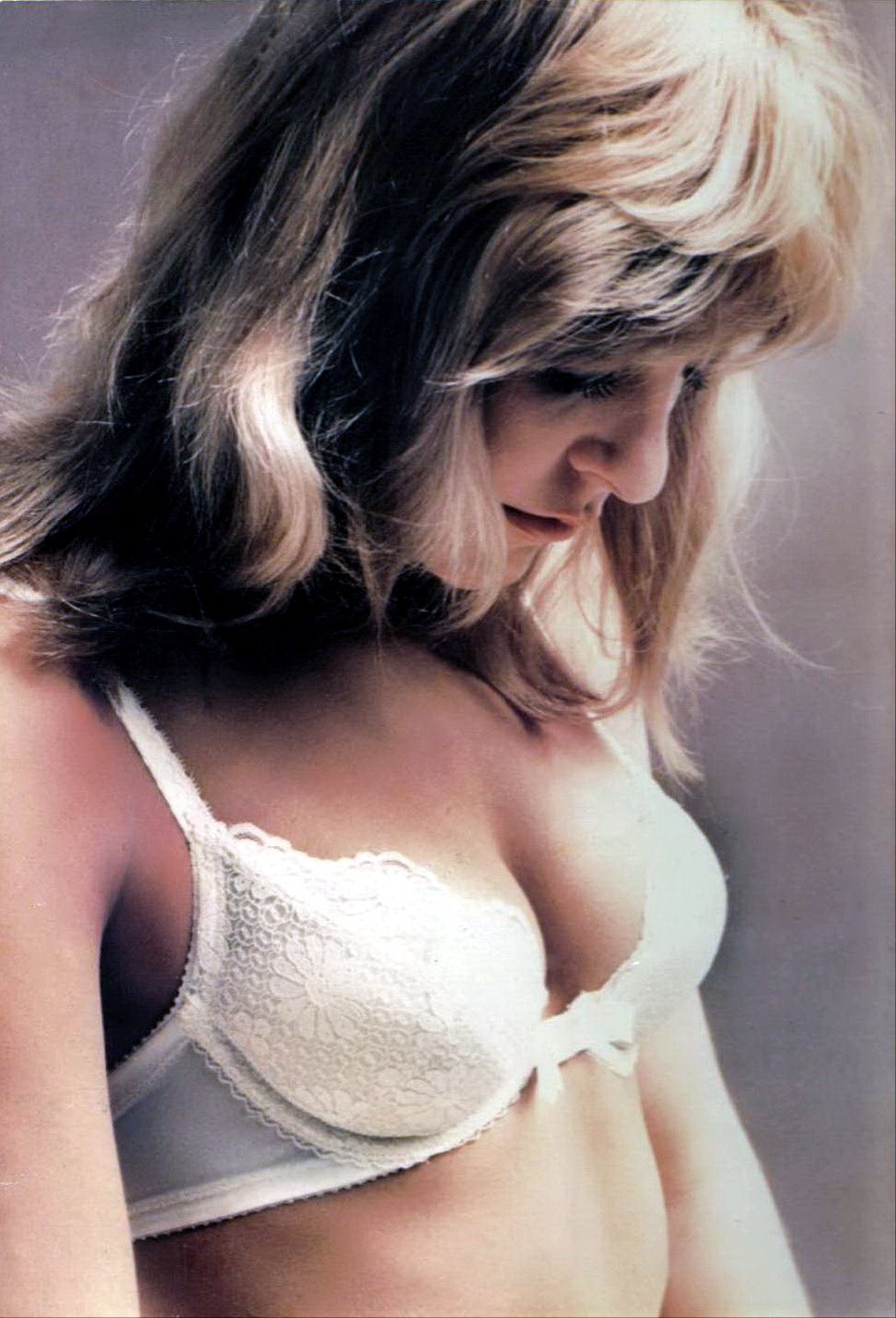
Un wonderbra canadenc de 1975

En la dècada de 1960 la marca Canadian Lady va passar a ser coneguda com a "Wonderbra Company". El 1961, l'empresa va llançar el model Wonderbra 1300. Aquest sostenidor s'ha convertit en un dels estils canadencs més venuts i és pràcticament idèntic al Wonderbra actual. El 1968 la Canadian Lady va canviar el seu nom a Canadian Lady-Canadelle Incorporated, i va ser venuda a la "Consolidated Foods" (ara coneguda com a Sara Lee Corporation), convertint-se posteriorment en l'empresa "Canadelle Inc." Durant la dècada de 1970 el Wonderbra va ser reposicionat com la marca més sexyi elegant de la companyia i es va convertir en líder en el mercat canadenc.
El 1991 el Wonderbra realçador va esdevenir la sensació al Regne Unit, tot i que s'havien venut a Europa des 1964 sota la llicència de la divisió "Gossard de Courtald Textiles." Sara Lee Corporation no va renovar la llicència de Gossard i va redissenyar l'estil realçador per a la reintroducció del Wonderbra al mercat dels Estats Units el 1994.
Des de 1994, el Wonderbra ha evolucionat des d'un senzill disseny realçador a una marca de moda amb una àmplia varietat de llenceria sensual en gran part del món. En la majoria de països, la marca emfatitza el "sex-appeal". No obstant això, al Canadà, la marca ara emfatitza les qualitats funcionals dels seus productes - un allunyament de l'estratègia que va fer de Wonderbra un dels millors venuts en la dècada de 1970.